# Comitê Olímpico do Barém
O Comitê Olímpico do Barém (em árabe: اللجنة الأولمبية البحرينية, código COI: BRN) é o Comitê Olímpico Nacional que representa o Barém como membro do Comitê Olímpico Internacional. Foi formado em 1978 e recebeu reconhecimento oficial em 1979. É responsável por organizar a participação do Barém nos Jogos Olímpicos.